# Entente Sannois Saint-Gratien
 (janvier 2024).
Si vous disposez d'ouvrages ou d'articles de référence ou si vous connaissez des sites web de qualité traitant du thème abordé ici, merci de compléter l'article en donnant les références utiles à sa vérifiabilité et en les liant à la section « Notes et références ».
 (janvier 2024).
- Si vous ne connaissez pas le sujet, laissez ce bandeau (vous pouvez alors contacter les auteurs).
- Si vous supprimez le contenu mis en cause (vous pouvez préalablement contacter les auteurs),

argumentez précisément cette suppression dans la page de discussion
(un manque de référence n'est pas un argument ; une recherche réelle de référence doit avoir été effectuée, être formellement documentée).
Maillots
Actualités
L'Entente Sannois Saint-Gratien est un club de football français fondé en 1989. Le club est situé dans les deux communes de Sannois et Saint-Gratien situées dans le département du Val-d'Oise. Grâce à sa rapide ascension jusqu'en National au début des années 2000, échouant même à 2 points d'une montée en Ligue 2 en 2005, le club a su s'imposer comme l'équipe phare du Val-d'Oise. Malgré sa rétrogradation en CFA 2 en 2011, le club parvient à remonter jusqu'en National en 2017, dont il est relégué 2 ans plus tard.
À la suite de sa dernière place du groupe B de National 2 2021-22 synonyme de relégation, le club évolue actuellement en National 3 (équivalent de la 5e division) dans le groupe Paris Île-de-France. L'Entente dispute ses matchs à domicile au stade Michel-Hidalgo (du nom du sélectionneur de l'équipe de France de 1976 à 1984) situé sur la commune de Saint-Gratien.
Le club est actuellement entraîné par Dorian Chacon depuis juin 2025. C'est l'ancien entraineur de la réserve.

## Histoire

### Genèse du Club et Ascension au niveau national (1989-2003)
L'Entente Sannois Saint-Gratien est fondé le 1er juin 1989 lors de  la fusion entre l'OMNIA Sports Sannois Saint-Gratien (créé en 1944) et l'AS Saint-Gratien (créé en 1945). Ces deux clubs évoluaient en District du Val-d'Oise. L'équipe fanion du « nouveau » club débute inévitablement à ce niveau. L'ascension fulgurante de l'Entente commence à partir de 1995. Le club gravit alors tous les échelons de la hiérarchie en signant une promotion chaque saison, et devient par la même occasion champion de la Ligue de Paris Île-de-France de football en 1999.
L'Entente découvre le CFA2 lors de la saison 1999-2000, au cours de laquelle elle se maintient sans grande difficulté et se permet même de se placer dans la première moitié de tableau en finissant 6ème avec 79 points. La saison suivante voit l'Entente jouer les premiers rôles du groupe H, et en parallèle continuer son ascension. En effet avec 88 points l'Entente devance le FCM Aubervilliers et finit championne du groupe H 2000-2001 et confirme son accession en CFA.
La saison suivante voit encore l'Entente réaliser des performances honorables et se maintenir aisément finissant à la 8ème place du Groupe D 2001-2002 avec 79 points. La saison suivante voit l'Entente franchir un cap, et une nouvelle fois jouer les premier rôles dans sa poule, le groupe A. Grâce à se 99 points, l'Entente obtient la seconde place de la poule A 2002-2003, derrière la réserve du Paris Saint-Germain, non éligible à la montée au niveau supérieur. La place en National revient donc au club Val-d'Oisien qui enchaine sa folle ascension jusqu'au troisième échelon du football français

### 6 années stables National (2003-2009)
Promu en National en 2003, le club se dote de structures professionnelles (SASP) afin de permettre la poursuite de l'aventure, notamment l'agrandissement et la mise au norme du Stade Michel-Hidalgo. La première saison en National est délicate mais l'Entente SSG obtient finalement son maintien en terminant à une honorable 12e place.
La saison 2004-2005 voit l'équipe franchir un palier en jouant les premiers rôles en National. Le 20 mai 2005, lors de la dernière journée et devant une affluence record pour un match de National de l'Entente SSG à domicile (2 939 spectateurs), l'équipe a la possibilité de monter en Ligue 2 si elle s'impose devant l'AS Cherbourg. Elle s'incline finalement par 1 but à 0, et termine à la 4e place du classement étant devancée par le FC Sète.
À la suite de cette saison 2004-2005, une polémique éclate. En effet, les dirigeants de l'Entente, le président Luc Dayan en tête, estiment que l'ASOA Valence (2e du classement) aurait dû être exclue du championnat avant la fin de la saison pour non-paiement des salaires de ses joueurs. Au lieu de cela, la Fédération Française de Football (FFF) interdit la montée du club Dromois à la fin du championnat, et maintient du même coup l'équipe de Clermont Foot (18e et premier relégable) en Ligue 2, plutôt que de promouvoir le club val-d'oisien.
La saison suivante voit l'Entente réaffirmer ses ambitions de monter en Ligue 2, mais les performances ne sont pas là, et les val-d'oisiens s'enlisent dans le milieu de tableau, et terminent la saison 2005-06 à une décevante 8ème place en comptant 50 points, devançant néanmoins l'Angers SCO et le Gazélec Ajaccio.
La saison suivante se ressemble et l'Entente finit une nouvelle fois en dehors de la course à la montée, cette fois 11ème avec 43 points, cela malgré un Paul Alo'o Efoulou d'un grand niveau qui inscrit 23 buts soit plus de la moitié de l'équipe finissant troisième meilleur buteur du championnat. Les spécialistes pointent alors un problème offensif pour l'Entente qui pendant toute la saison 2006-07 se remet alors à son buteur le plus prolifique.
Dans l'optique de retrouver de la sérénité le club aborde la Saison 2007-08 avec moins d'ambitions. L'équipe se maintient assez facilement, devançant l'AS Cannes ou le relégué, le FC Istres OP. Menée par un autre grand buteur, le brésilien Wellington Dantas qui inscrit 17 buts et s'inscrit lui aussi comme le troisième meilleur buteur du championnat.
Ces performances individuelles ravivent les espoirs de montée pour l'Entente. Début 2009, l'Entente SSG obtient 500 000 euros de dédommagement de la FFF pour la montée avortée de 2005. Le club voulait également un dédommagement sur le plan sportif, son objectif étant de rejoindre à court terme l'échelon supérieur. Pour cela, une pétition avait été lancée afin de faire intégrer l'équipe en Ligue 2 pour la saison 2009-2010. Elle a été signée par de nombreuses personnalités du monde sportif. À la fin de la saison 2008-2009, c'est l'inverse qui s'est produit puisque l'équipe, 19ème du championnat avec 36 points, a été reléguée sportivement en CFA (Championnat de France Amateur) après une saison cauchemardesque, avec par exemple une lourde défaite 1-4 sur son terrain face au 3ème du championnat, l'AC Arles, et le plus grand nombre de défaites de la saison 20 pour 38 matches.

### Descente en CFA2 puis reconstruction sous l'ère Bordot (2010-2019)
C'est dans ce contexte que l'ancien joueur international français Vikash Dhorasoo est nommé président de l'Entente SSG, le 23 juillet 2009. Cependant, il abandonne la présidence dès octobre 2009, estimant ne pas avoir les soutiens financiers nécessaires pour mener à bien le projet de l'Entente SSG.
Alors que le club continue d'évoluer en CFA, il dépose le bilan en août 2010. L'Entente SSG est ainsi reléguée en CFA2 (Championnat de France Amateur 2) à l'issue de la saison 2010-2011 pour motif économique repartant à 0 toujours entraînée par Vincent Bordot. Terminant 2e de son groupe à l'issue de la saison 2011-2012, puis 1re à l'issue de la saison 2012-2013, le club retrouve le CFA pour la saison 2013-2014 et finit 10ème avec 69 points se maintenant facilement.
La reconstruction du club se poursuit et il finit 9ème du groupe A en 2014-2015 avec 67 points. La saison 2015-2016 voit le club faire un pas de plus vers la promotion, en finissant 4ème avec 76 points dans un groupe A dominé par le Quevilly-Rouen Métropole.
Le 20 mai 2017, au terme d'une saison de CFA serrée, l'Entente SSG valide sa montée en National après sa victoire sur l'AS Poissy 4-0, lui garantissant la première place de son groupe, devançant d'un point le FC Fleury 91. L'Entente retrouve donc ce championnat huit ans après l'avoir quitté.
Tout cela fut possible grâce à une équipe très équilibrée mêlant jeunesse et expérience qui réussit de nombreux coups d'éclat, comme une victoire 1-8 face au Calais RUFC plongé en pleine crise. Emmenée par son buteur congolais Patrick Etshimi meilleur buteur de tous les groupes confondus, l'Entente au terme de la saison est de loin la meilleure attaque de sa poule et 3ème tous groupes confondus, et co-meilleure défense de son groupe. Cependant, les défis commencent dès la montée, avec le départ de nombreux cadres, à effigie de Patrick Etshimi qui part peu après la montée en Mayenne, au Stade lavallois tout juste relégué de Ligue 2.
À la suite de leur victoire 4-0 face à l'AS Poissy les franciliens officialisent leur retour en National huit ans après l'avoir quitté.
L'Entente commence National 2017-2018 par de bons résultats malgré une lourde défaite d'entrée et à domicile face au Grenoble Foot 38 sur le score de 0-3, elle enchaîne de bons résultats et se retrouve sur le podium en position de barragiste à la 4ème et à la 7ème journée. Ces résultats surprenants s'affirment grâce à de bonnes performances faces aux "Grandes formations du championnat" notamment un nul contre le Red Star et le Stade lavallois ou une victoire à domicile contre l'AS Béziers. Grâce à ces résultats, et une bonne régularité, l'Entente reste dans le top 10 du championnat entre la 3ème et 25ème journée. Dans les dernières journées l'équipe souffre néanmoins. Presque sevrée de victoires, à l'exception de 2 succès à domicile contre les relégables de l'US Créteil-Lusitanos et de Marseille Consolat, l'Entente s'enfonce progressivement dans la classement et se retrouve à la 33ème journée à la 15ème place, première relégable. Les hommes de Vincent Bordot arrachent néanmoins leur maintien dans un championnat très serré en gagnant un match décisif dans un Stade des Alpes rempli par plus de 15000 spectateurs contre le Grenoble Foot 38 alors second du championnat, profitant du faux pas des Herbiers à Béziers.
Les Val-d'Oisiens maintenus abordent National 2018-2019 sans grande sérénité. Énormément de cadres de l'équipe  s'en vont vers des clubs concurrentes et le budget du club est considérablement réduit. Manquant déjà son match de début contre le promu Villefranche où l'Entente est rejointe au score dans un match qu'elle a pourtant dominé, les problèmes du reste de la saison commencent déjà à se montrer, en effet,
l'Entente manquant de solidité défensive et de tranchant en attaque et se retrouve logiquement à batailler pour son maintien.
Malgré des résultats prometteurs notamment quelques fulgurences, comme des matchs nuls contre le Rodez AF et Le Mans FC ou bien des victoires contre le FC Bourg-en-Bresse Péronnas et le FC Chambly-Oise, les ententistes trop fragiles en fin de match, ne pointent qu'à l'avant dernière place du national avec seulement 5 victoires pendant la saison.
À la suite de la mise à pied d'un membre du staff et de la démission de Patrick Gangloff l'Entente plongée dans la crise s'enfonce encore plus et finit logiquement reléguée dès la 32e journée après sa défaite 2-0 contre un des favoris du championnat, Le Mans FC.
Peu après l'Entraîneur Vincent Bordot au club depuis 2011 a indiqué ses intentions de départ, pour relever un nouveau challenge. Il fait ses adieux au club après une lourde défaite 1-4 face au Pau FC. Il deviendra alors entraineur du Red Star à partir de la saison 2019-20.

### Nouvelle descente aux enfers (2019-...)
L’équipe est reléguée en National 2 et séparée de son entraineur depuis 2011, Vincent Bordot, c’est alors l’ancien entraineur de l’ESSG, Didier Caignard, qui rejoindra le staff du club en tant qu’entraineur pour une durée estimée de 3 à 4 années. Il a d’ailleurs fait grandement évoluer l’Entente Sannois-Saint-Gratien dans les années 2000, en frôlant la montée en Ligue 2.
Le club relégué évolue alors cette saison en National 2 - Groupe B avec un effectif globalement remanié. Marquée par des résultats peu constants, et notamment comme les saisons précédentes, un grand nombre de matchs nuls, les Ententistes se retrouvent logiquement à batailler pour son maintien une nouvelle fois. Néanmoins, tous les championnats sont officiellement arrêtés à cause de la Pandémie de Covid-19. Le National 2 s'achève donc à la 21ème journée, et les relégués et promus sont décidés en divisant le nombre de points d'un club par le nombre de matchs disputés. A l'aide de ce calcul, le maintien de l'Entente est confirmé, puisqu'ils finissent à la 12ème position du championnat avec 5 points d'avance sur le premier relégable de son groupe, l'AS Vitré.
L'année 2020-21 est marquée par la crise du Coronavirus, qui oblige une nouvelle fois l'arrêt du championnat, ainsi que l'absence de relégations et promotions au niveau des compétitions amateures. Malgré un semblant de déclic après sa victoire sur le terrain de Olympique Saint-Quentin, l'entente bénéficie donc de l'arrêt du championnat pour éviter la relégation après un début de championnat très compliqué, pointant première relégable c'est-à-dire 14ème avec 7 points à la 9ème journée de championnat.
L'Entente aborde l'année 2021-22 avec la volonté de mieux commencer la saison pour ne pas se retrouver dans la peur de la relégation. Elle commence la saison avec une défaite 2-1 sur le terrain de Haguenau. L'Entente obtient son premier succès de la saison sur le terrain du FC 93 sur le score de 2-0 à la 3ème journée, avant de plonger de nouveau, vaincue par la lanterne rouge, la réserve du RC Lens, puis une large défaite 4-0 à domicile face au FC Fleury 91, laissant le club val d'oisien avant dernier du Groupe B à la 6ème journée. L'entraîneur Didier Caignard annonce même sa démission le 13 Septembre, ayant honte des résultats du club tout en espérant qu'un changement d'entraîneur aidera L'Entente à assurer son maintien. L'équipe première passe donc aux mains de l'ex entraîneur-adjoint, David Pinto qui assure l'intérim. Les résultats ne s'améliorent pas et L'Entente fait appel en mi-octobre à Emmanuel Trégoat ancien entraîneur du Paris FC ou du Racing Colombes mais aussi du Tchad. Malgré 3 défaites sur le terrain du SC Schiltigheim, de l'AS Beauvais et à domicile contre leur bête noire de coupe de France, le SAS Epinal, l'Entente semble retrouver une meilleure solidité défensive et retrouve la victoire le 21 Novembre sur le terrain l'ASM Belfort, mais la joie est de courte durée, et l'Entente s'incline face à Sainte-Geneviève alors un concurrent direct, puis la réserve Rémoise, et à la trêve, ils pointent à la dernière place du groupe avec 7 petits points, pire encore l'Entente n'a obtenu aucun point à domicile. Malgré une performance prometteuse, avec une défaite 2-1 sur le terrain du Paris 13 Atletico, leader du groupe, l'Entente rechute le 29 janvier dans un match en retard face à la réserve de l'AJ Auxerre, et une nouvelle fois dans les arrêts de jeu face au FC BBG-93 alors qu'ils étaient en supériorité numérique. En parallèle, les concurrents des val-d'oisiens gagnent des points et l'Entente voit le maintien s'éloigner. Le club doit attendre le 19 février pour retrouver la victoire, pour la première fois à domicile face à la réserve du RC Lens alors 15e du championnat. Aujourd'hui l'Entente compte 10 points et est a trois points de l'avant dernier la réserve de Lens. Le club retrouve de bons résultats et s'incline de peu face à Fleury, deuxième du championnat et parvient à obtenir un nul face au troisième, l'US Lusitanos Saint-Maur, puis enchaîne et s'impose sur le score de 2-1 sur le terrain de la réserve du FC Metz. Le club en misant sur le soutient populaire décide de rendre les places d'entrée gratuites pour les 8 dernières journées de championnat, et à la 23e journée, l'Entente obtient un deuxième succès consécutif, face au SC Schiltigheim devant plus de 500 spectateurs. L'Entente reviens à seulement 5 points du premier non relégable, l'ASM Belfort, mais ne parviens pas à profiter de sa bonne dynamique du mois de mars et s'incline sur le plus petit des scores face à l'AS Beauvais tandis que plusieurs concurrents au maintien obtiennent des points importants. Elle obtient ensuite un match nul en théorie important sur le terrain d’Épinal, meilleure attaque du groupe, mais qui perd de sa valeur à cause des victoires et autres points pris par des concurrents directs. La relégation devient cependant effective à la suite d'une défaite 0-3 face à la réserve Rémoise lors de la 28e journée.   
L'Entente est reléguée en National 3, le cinquième échelon du football français pour la première fois depuis 2011. Le club annonce dès le lendemain le retour de Jimmy Modeste, ancien entraîneur adjoint du club sous Vincent Bordot. Le premier match de la saison, la réception de l'US Ivry le 27 août, voit l'Entente s'incliner sur le score de 0-1, envoyant le club à la 11e place de son groupe, en temps normal non synonyme de relégation. Cependant la refonte des championnats français fait passer le nombre de relégués en Régional 1 de 3 à 5 dans le Groupe d'Île-de-France, rendant la situation sportive de l'Entente encore plus précaire. Le club se reprend la semaine suivante en s'imposant 2-0 sur le terrain du Blanc-Mesnil SF, une équipe habituée au haut de tableau. Puis l'Entente enchaîne face à Montrouge et retrouve le top 5 de son groupe, mais la quitte à la suite d'une défaite face au FCM Aubervilliers, l'avancement du 6e tour de Coupe de France empêche l'Entente de rebondir immédiatement, et les Blanc-et-Bleu doivent attendre le 23 octobre pour se déplacer sur le terrain de l'OFC Les Mureaux, une équipe en forme et en haut de tableau. Dominant la plupart de la rencontre, l'Entente qui menait 0-2 à l'heure de jeu se fait rejoindre en quelques minutes dans le temps additionnel, donnant un goût amer à un point à l'extérieur à priori satisfaisant. Ce nul empêche l'Entente de progresser et le club se retrouve dans le milieu de tableau, à la 7e place de son groupe avec déjà 6 unités de retard sur la réserve du Paris FC qui dispose néanmoins d'un match d'avance. Les valdoisiens enchaînent les contre-performances et s'inclinent 2-3 face à la réserve Parisienne lors la 7e journée, après avoir mené 2-0, ils ramènent ensuite un point des Ulis, après un triste match nul et vierge et échouent une nouvelle fois à domicile, en s'inclinant face au Mée. Sportivement, l'équipe coule à la 12e place de son groupe, qui les place à 2 points du premier non relégable. Un déclic semble se produire dès Janvier 2023, où l'Entente récupère 3 points miraculeux face à la JA Drancy puis une victoire convaincante sur le terrain de la réserve du Paris FC. Le club obtient son maintien en fin de saison en enchaînant trois succès face à la réserve parisienne, l'ESA Linas-Monthlery et le CA Vitry. Ils finissent neuvièmes et premiers non relégables de leur groupe.
Placée dans la poule G de National 3, l'Entente commence mal sa saison avec trois défaites de rang face à l'AFC Compiègne et la JA Drancy sur le score de 2-1 et une face à l'US Pays du Valois sur le score de 0-2. Même le troisième tour de Coupe de France de l'Entente est compliqué face au CSL Aulnay qui évolue trois divisions en dessous dont l'Entente se débarrasse aux tirs au but. De plus le club ne peut pas compter sur ses supporters puisque ses premiers matches à domicile sont relocalisés à Saint-Leu-la-Forêt et Cergy pour cause de travaux sur la piste d'Athlétisme du Stade Michel-Hidalgo. L'Entente doit attendre la huitième journée pour connaître son premier succès sur la pelouse de l'AS Saint-Ouen-l'Aumône. Le club est ainsi lanterne rouge de son groupe de la quatrième à la douzième journée. Cependant, après sa qualification pour le sixième tour de la Coupe de France face au FCM Aubervilliers à la fin du mois d'octobre, L'Entente entame une série d'invincibilité de 19 matches toutes compétitions confondues qui s'achève en mi-avril face au leader, l'US Chantilly lors de la 22e journée. Le club remonte au classement et s'éloigne par conséquent de la zone de relégation. L'Entente valide son maintien deux semaines plus tard face à l'Olympique Marcquois qu'ils battent 3-0 à domicile. 

### Équipe réserve
L'équipe B de L'Entente évolue actuellement en Régional 3, soit la 8e division du football français. Cependant la réserve de L'Entente a passé quelques années en CFA 2 lorsque l'équipe première était en National.
L'équipe réserve est promue en CFA 2 en 2005 après sa victoire en DH. Elle apparaît dans le Groupe A de la saison 2005-06. L'équipe se maintient assez confortablement et finit 6ème de sa poule avec 73 points.
La saison suivante, la réserve de L'Entente est reversée dans la poule H de la saison 2006-07 et finit une nouvelle en milieu de tableau à la 8ème place avec 73 points.
Une nouvelle fois dans la poule H, la réserve a cette fois une énorme difficulté a se maintenir et termine 11eme de la saison 2007-08 avec seulement 68 points.
La saison suivante voit la réserve de L'Entente une nouvelle fois jouer le milieu de tableau et malgré les mauvais résultats de l'équipe première, ils terminent la saison 2008-09 à la 9eme place de la poule A avec 75 points.
La saison suivante marquée encore une fois par les difficultés de l'équipe première voit la réserve montrer d'énormes difficultés en CFA 2. Complètement lâchée, la réserve termine 16ème et dernière de la poule A 2009-10 avec 49 petits points. Renvoyant la réserve au niveau régional, dans lequel elle évolue depuis les 11 dernières années, enchaînant les relegations.
L'équipe B de L'Entente évolue actuellement en Régional 3 (équivalent à la 8ème division) 

### Équipes de jeunes
Les catégories jeunes de l'Entente se sont illustrées en atteignant dès 2015 le National U-19 où ils évolueront de 2015 jusqu'à leur relégation en 2019, parvenant même à atteindre une surprenante 6ème place de leur poule lors de leur première saison. Désormais les jeunes de L'Entente évoluent en Régional 2 U18, qui est l'équivalent de la 3ème division pour les compétitions de jeunes.
Même s'ils jouaient plus le maintien en championnat, les jeunes de l'Entente ont néanmoins montré de très belles choses en Coupe Gambardella, où ils ont atteint à 2 reprises les 16èmes de finale.
En effet en 2017-18 les jeunes ententistes éliminent les U-19 du RC Lens en 64èmes de finale puis ceux du RC Strasbourg en 32èmes de finale. L'aventure s'achève au tour suivant lorsqu'ils sont battus 2-0 sur le terrain des U-19 du FC Chambly.
La saison suivante est tout aussi belle puisque malgré les difficultés en Championnat U-19, les jeunes de l'Entente s'illustrent en 64èmes de finale en sortant les jeunes du FC Valenciennes puis ceux de l'US Maubeuge au tour suivant. Leur adversaire en 16èmes de finale sont une nouvelle fois les jeunes du RC Strasbourg que l'Entente avait miraculeusement vaincu l'an passé. Hélas l'exploit ne se reproduira pas et L'Entente s'inclinera 1-2 face au cador alsacien.

## Identité du club

Ancien logo (1989-2016)
Logo actuel (depuis 2016)

## Palmarès et records

### Palmarès
| Compétitions nationales | Compétitions régionales et départementales |
| --- | --- |
| Championnats Nationaux - National 1 - Meilleure performance : 2004-05 (4ème place) - National 2 / CFA (1) - Champion : 2016-17 (Groupe B) - National 3 / CFA 2 (2) - Champion : 2000-01 (Groupe H) - 2012-13 (Groupe B) - Coupe de France - 16èmes de finale en : 2005-06 - 2018-19 | - Régional 1 / DH (2) - Champion : 1999, 2005 - Coupe de Paris (1) - Vainqueur : 1999 - Coupe du Val-d'Oise (7) - Vainqueur : 1996, 1999, 2012, 2018, 2019, 2020, 2021 |

### Parcours en Coupe de France

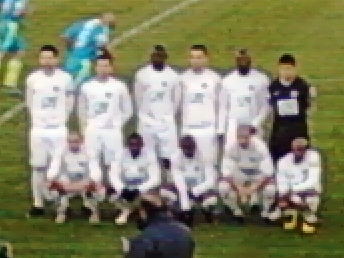
L'équipe qui a battu le RC Lens le 19 novembre 2011 (victoire 2-1 après prolongation)

L'Entente a souvent attendu un match à domicile contre une « grosse équipe » de Ligue 1 ou de Ligue 2 pendant ses années en National, d'autant que la réfection du Stade Michel-Hidalgo au milieu des années 2000 permet à celui-ci de recevoir un grand nombre de spectateurs. Le tirage au sort s'est souvent malheureusement montré défavorable aux val-d'oisiens.
L'équipe s'est malgré tout distinguée lors de l'épreuve 2005-2006  où elle sort Pagny sur Moselle puis réalise un véritable exploit en éliminant le Stade de Reims alors pensionnaire de 
Ligue 2 au Stade Auguste-Delaune au huitième tour. L'Entente écarte ensuite Saint-Pryvé Saint-Hilaire pensionnaire de CFA2 sur le lourd score de 6-0. Le club arrive jusqu'en 1/16 de finale, contrainte de se déplacer au Stade Chaban-Delmas pour y affronter les  Girondins de Bordeaux qui éliminent l'Entente sur le score de 2-1 sur un doublé de Beto pour les aquitains.
L'Entente se hisse aussi en 32èmes de finale pour l'édition 2006-2007, tombeuse Longuenesse et Gravelines, les Ententistes s'inclinent cependant à la surprise générale sur le score de 1-0 sur le terrain de l'AS Lyon-Duchère qui évoluait alors en CFA2 soit 2 divisions en dessous de l'Entente.
En décembre 2010, le club, alors en CFA, croit tenir son « gros » match à domicile puisque le sort désigne le FC Metz comme adversaire au 8e tour à domicile. Les importantes chutes de neige sur la région parisienne combinées à l'absence de bâche de protection pour la pelouse conduisent la FFF à inverser l'ordre du match, l'Entente devant finalement se déplacer au Stade Saint-Symphorien et s'incliner 3-0.
Le 19 novembre 2011, le club réussit l'exploit de sortir de la compétition le RC Lens qui évolue alors en Ligue 2, devant son public sur le score de 2 buts à 1 après prolongations. L'Entente est ensuite éliminée au 8ème tour par un autre pensionnaire de Ligue 2, le Stade lavallois sur le score de 0-2.
Après plusieurs années sans se qualifier pour les tours nationaux, l'Entente fait son retour au 7ème tour lors de l'édition 2015-2016 et s'impose au 7ème tour dans un derby du Val-d'Oise face à l'AS Saint-Ouen-l'Aumône sur le score de 3-2, puis sort l'US Quevilly sur le score de 2 buts à 1 en prolongation. L'engouement continue de monter autour du club lorsque le tirage au sort des 32èmes de finale les désigne pour recevoir le Toulouse FC alors pensionnaire de Ligue 1 dans son Stade Michel-Hidalgo. L'Entente, ayant de grands espoirs pour ce match subit une désillusion lorsqu'après l'expulsion d'un de leur joueurs, Kouang à la 16ème minute fait basculer la rencontre à une démonstration toulousaine sur un score fleuve de 0-5 avec notamment un but de Wissam Ben Yedder et un doublé de Martin Braithwaite. Le record de public dans le stade est néanmoins battu, atteignant les 3300 supporters dans l'enceinte du Val-d'Oise.
Lors de la Coupe de France 2017-2018 le club se qualifie facilement au huitième tour après avoir étrillé les Calédoniens de l'AS Lössi sur le score de 7-1. l'Entente réalise un 
exploit en éliminant le  Paris FC alors 5e de ligue 2 à la 89ème minute sur le score de 3-2. Le club en 32ème de finale reçoit un adversaire à priori abordable, le SAS Epinal évoluant alors en National 2 soit une division en dessous de l'Entente. Préparée à fêter une qualification, l'Entente est surprise d'entrée par les Spinaliens qui ouvrent la marque dès le quart d'heure de jeu. L'égalisation tardive de l'Entente ne rend l'espoir que pour une courte durée puisque Segbé libère Épinal dans les arrêts de jeu, une véritable désillusion pour l'Entente.
Lors de la Coupe de France 2018-2019, l'Entente élimine successivement l'US Grigny, le Blanc-Mesnil SF, les guyanais du FC Mtsapéré et le CS Sedan Ardennes pour atteindre une nouvelle fois les 32e de finale. L'équipe crée la sensation lorsqu'elle reçoit et élimine le Montpellier HSC , alors 4e de Ligue 1 grâce à un but de Matthieu Géran dans les arrêts de jeu, devant plus de 4 000 spectateurs.
Au tirage des 16e de finale, l'Entente reçoit un autre club historique de  Ligue 1, le FC Nantes.
Malgré un match solide face aux Nantais, l'Entente sort avec les honneurs, battue par le plus petit des scores par un but de Kalifa Coulibaly peu après l'heure de jeu. Les Val-d'Oisiens ne parviendront donc pas à franchir leur record atteint lors de l'édition de 2005-06 .
En Coupe de France de football 2019-2020 , l'Entente qui rentre au 4e tour sort Verrières-le-Buisson, Le Mée foot, puis accueille un rival de National 2 le FC Gobelins qu'elle élimine à domicile puis Ste-Geneviève qu'elle écarte 0-1 à l’extérieur. Les val-d'oisiens doivent ensuite défier l' IC Croix à l'extérieur pour le 8e tour. L'Entente s'impose 1-0 dans le nord et se qualifie pour son troisième 32ème de finale d'affilée et reçoit une nouvelle fois le SAS Épinal l'équipe qui les avait éliminés 2 ans plus tôt au même stade de la compétition. Malheureusement pour l'Entente, ils ne parviendront pas à prendre leur revanche et s'inclineront une nouvelle fois, sur le score de 0-1 par un but du futur Stéphanois, Jean-Philippe Krasso.
Le club retrouve les 32e de finale en 2024. Pourtant le club est passé au bord de l'élimination au 6e tour face au FCM Aubervilliers qui évolue en National 2 soit une division au dessus de l'Entente. Réduit à 10 dès les premières minutes du match le club parvient à tenir et arracher sa qualification aux tirs au but (0-0, 3-0 t.a.b). L'Entente élimine ensuite Saint-Michel-sur-Orge le petit poucet du 7e tour sur le score de 0-2, ainsi que de l'AS Furiani-Agliani qui évolue aussi en National 2 par le plus petit des scores (1-0). De retour en 32e de finales, l'Entente reçoit les Girondins de Bordeaux, pensionnaires de Ligue 2 ainsi que sextuples vainqueurs de Ligue 1. L'Entente parvient à ouvrir le score et à mener pendant une cinquantaine de minutes. Malgré une performance stérile, Bordeaux égalise par l'intermédiaire de Danylo Ignatenko à la 65e minute. Par la suite ce sont les Bordelais qui s'imposent pendant la séance des Tirs au but (1-1, 2-4 t.a.b)

## Personnalités du club

### Historique des entraîneurs
| #  | Période                      | Joueur                |
| -- | ---------------------------- | --------------------- |
| 1  | Juin 1989 - Juin 1992        | Guy Rongere           |
| 2  | Juin 1992 - Juin 1997        | Charles Tokplé        |
| 3  | Juin 1997 - Octobre 2005     | Didier Caignard       |
| 4  | Octobre 2005 - Juin 2006     | Laurent Croci         |
| 5  | Janvier 2006 - Novembre 2006 | Julio Moreno          |
| 6  | Janvier 2007 - Juin 2009     | Kamel Djabour         |
| 7  | Juin 2009 - Juin 2011        | Adrian Suka           |
| 8  | Juin 2011 - Mai 2019         | Vincent Bordot        |
| 9  | Mai 2019 - Septembre 2021    | Didier Caignard (2)   |
| 10 | Octobre 2021                 | David Pinto (interim) |
| 11 | Octobre 2021 - Mai 2022      | Emmanuel Trégoat      |
| 12 | Juin 2022 - Mai 2025         | Jimmy Modeste         |
| 13 | Depuis Mai 2025              | Dorian Chacon         |

## Structures du club

### Stades
L'Entente SSG joue ses matches à domicile au Stade Michel-Hidalgo qui a une capacité de 6 230 places assises et de plusieurs tribunes couvertes de part et d'autre du terrain pour recevoir des supporters des équipes adverses, Il est par ailleurs idéalement placé très proche de la Gare d'Ermont - Eaubonne une des plus importantes de la région d'Île-de-France.

### Éléments comptables
Le tableau ci-dessous résume les différents budgets prévisionnels du club saison après saison.
| Saison | 2016-2017 | 2017-2018 | 2018-2019 | 2019-2020 | 2020-2021 | 2021-2022 |
| Budget | N.C       | 1,4 M€    | 690 k€    | N.C       | N.C       | N.C       |